# Сер Гавејн и Зелени витез
Сер Гавејн и Зелени витез (енгл. Sir Gawain and the Green Knight) је витешка романса на средњеенглеском језику из друге половине 14. века у алитеративном стиху. Аутор је непознат, а наслов јој је дат вековима касније. Ово је једна од најпознатијих прича о краљу Артуру, чија радња комбинује две врсте народних мотива: игру обезглављивања и размену добитака. Ослања се на велшке, ирске и енглеске приче, као и на француску витешку традицију. Важан је пример витешке романсе, која обично укључује јунака који креће у потрагу која искушава његову снагу. Остала је популарна и у модерним енглеским верзијама Џ. Р. Р. Толкина, Сајмона Армитиџа и других писаца, као и кроз филмске и сценске адаптације.
Прича описује како сер Гавејн, који још није био витез Округлог стола краља Артура, прихвата изазов мистериозног „Зеленог витеза” који изазива било ког човека да га удари његовом секиром, ако за годину и један дан дође да прими повратни ударац. Гавејн прихвата изазов и одсеца му главу, али Зелени витез устаје, подиже своју главу и подсећа Гавејна на договор који је прихватио. У својим настојањима да одржи нагодбу, Гавејн показује витештво и лојалност све док његова част не буде доведена у питање искушењем које укључује господара и госпу замка у којем је гост. Песма је сачувана у једном једином рукопису, који такође укључује три религиозне наративне песме: Бисерку, Чистоту и Стрпљивост. Сва четири дела су написана на средњеенглеском дијалекту северозападног Мидландса и сматра се да их је написао исти аутор.

## Синопсис
У Камелоту за Нову годину, дворани краља Артура размењују поклоне и чекају почетак гозбе, када краљ затражи да види или чује за узбудљиву авантуру. Огромна фигура, потпуно зелена, јашући зеленог коња, неочекивано ујаше у дворану. Не носи оклоп, али у једној руци носи секиру, а у другој грану божиковине. Одбијајући да се бори са било ким присутним уз образложење да су сви преслаби, он инсистира да је дошао на пријатељску божићну игру: неко ће га једном ударити секиром, под условом да Зелени витез може да узврати ударац за годину и један дан. Секира ће припасти ономе ко прихвати овај договор. Краљ Артур је спреман да прихвати изазов када се чини да се ниједан други витез неће усудити, али сер Гавејн, најмлађи од Артурових витезова и његов нећак, уместо њега тражи ту част. Џин се савија и оголи врат пред младићем и Гавејн му једним потезом одруби главу. Међутим, Зелени витез нити пада нити посрће, већ подиже своју одсечену главу и узјаше коња. Зелени витез показује своју крваву главу краљици Гиневри, док подсећа Гавејна да се њих двојица морају поново срести у Зеленој капели за годину и један дан, пре него што одјаше. Гавејн и Артур се диве секири, каче је као трофеј и подстичу Гиневру да не узима ствар за озбиљно.
Како се датум поновног мегдана приближава, сер Гавејн одлази да пронађе Зелену капелу и одржи свој део погодбе. Помињу се многе авантуре и битке, али нису описане, све док Гавејн не наиђе на диван замак, где упознаје лорда замка и његову прелепу жену, који су задовољни што имају тако реномираног госта. Присутна је и једна стара и ружна дама, неименована, али је сви третирају са великом чашћу. Гавејн им говори о свом новогодишњем договору у Зеленој капели и да му је остало још само неколико дана. Лорд се смеје, објашњавајући да постоји пут који ће га одвести до капеле на мање од две миље, и предлаже да Гавејн до тада буде гост у замку. Гавејн се слаже са олакшањем и захвалношћу.
Лорд предлаже нагодбу Гавејну: он иде у лов сваки дан, и даће Гавејну шта год улови, под условом да му Гавејн да све што добије током дана; Гавејн прихвата. Након што је отишао, његова жена посећује Гавејнову спаваћу собу и покушава да га заведе, али упркос свим њеним напорима, он јој не дозвољава ништа осим једног пољупца. Када се лорд врати и да Гавејну јелена којег је убио, Гавејн му даје пољубац не откривајући одакле га је добио. Следећег дана госпа се враћа Гавејну, који поново љубазно осујећује њено удварање, а касније тог дана са њеним мужем размењује два пољупца за вепра. Она долази још једном трећег јутра, али када је витез поново одбије, она нуди Гавејну златни прстен за успомену. Он нежно, али упорно одбија, али она моли да барем узме њен појас од зелене и златне свиле. Појас, уверава га госпа, је замађијан и сачуваће га од свих физичких повреда. У искушењу, пошто би иначе могао да умре следећег дана, Гавејн га прихвата и дозвољава јој три пољупца. Госпа наводи Гавејна да се закуне да ће тај поклон чувати од њеног мужа. Те вечери, лорд се враћа са лисицом, коју размењује са Гавејном за три пољупца; Гавејн не помиње да је добио појас.
Следећег дана, Гавејн везује појас око струка. Изван Зелене капеле − земљане хумке са пећином − налази Зеленог витеза како оштри секиру. Као што је обећао, Гавејн савија свој огољени врат да прими ударац. При првом замаху, Гавејн се лагано трзне и Зелени витез га омаловажава због тога. Постиђен себе, Гавејн се не трзне при другом замаху, али опет Зелени витез задржава пуну снагу свог ударца. Витез објашњава да је тестирао Гавејнове живце. Бесан, Гавејн му каже да зада ударац, и витез то и чини, наносећи само благу рану на Гавејновом врату и окончавши игру. Гавејн хвата свој мач, шлем и штит, али Зелени витез, смејући се, открива да је нико други до лорд замка, Бертилак де Хаутдесерт, трансформисан магијом. Он објашњава да је цела авантура била трик неименоване „старије даме” коју је Гавејн видео у замку, а то је заправо била чаробница Моргана ле Феј, Артурова полусестра, која је намеравала да тестира Артурове витезове и насмрт уплаши Гиневру. Раница који је Гавејн добио при трећем ударцу била је због његовог покушаја да сакрије да му је поклоњен појас. Гавејн се стиди тога, али Зелени витез се смеје и проглашава га најнепорочнијим витезом у целој земљи. Њих двојица се разилазе у срдачним односима. Гавејн се враћа у Камелот носећи појас као знак своје слабости и несавршености. Витезови Округлог стола ослобађају га кривице и одлучују да ће од сада сваки носити зелени појас у знак признања за Гавејнову авантуру и као подсетник на то да би требало да буду искрени.

## Аутор
Иако је име аутора непознато, неки закључци о њима могу се извући из читања њихових дела. Рукопис Сер Гавејна и Зеленог витеза познат је у академским круговима као Cotton Nero A.x., према систему именовања који је користио један од његових власника, сер Роберт Брус Котон из 16. века, колекционар средњовековних енглеских текстова. Пре него што је рукопис дошао у Котонов посед, налазио се у библиотеци Хенрија Савила у Јоркширу. Мало се зна о његовом претходном власништву, а до 1824. године, када је рукопис представљен академској заједници у другом издању Историје Томаса Вортона, коју је уредио Ричард Прајс, био је скоро потпуно непознат. Песма је у целини објављена тек 1839. године, када је добила садашњи наслов. Данас се чува у Британској библиотеци, а као датум настанка се наводи касни 14. век, што значи да је песник био савременик Џефрија Чосера, аутора Кентерберијских прича, иако је мало вероватно да су се њих двојица икада срели, а енглески аутора Сер Гавејна се знатно разликује од Чосеровог. За три друга дела која се налазе у истом рукопису као и Сер Гавејн (позната као Бисерка, Стрпљивост и Чистота) често се сматра да их је написао исти аутор. Међутим, рукопис који садржи ове песме преписао је писар, а не оригинални песник. Иако ништа експлицитно не сугерише да је све четири песме написао исти песник, упоредна анализа дијалекта, облика стиха и дикције указује на јединственог аутора.
Џ. Р. Р. Толкин и Е. В. Гордон су, након што је анализирали алузије, стил и теме текста, 1925. закључили:
Био је то човек озбиљног и побожног ума, иако не без хумора; имао је интересовање за теологију, и извесно знање о њој, мада можда аматерско, а не професионално; знао је латински и француски и прочитао је довољно француских књига, и романтичне и поучне; али његов дом био је у енглеском Западном Мидландсу; толико показује његов језик, и његова метрика, као и његов пејзаж.
Добар део стручњака за аутора песме узима Џона Месија из Котона у Чеширу. Познато је да је живео у региону одакле потиче дијалекат из песме и да је написао песму Свети Еркенвалд, за коју неки академски кругови тврде да има стилске сличности са Сер Гавејном. Свети Еркенвалд, међутим, неки стручњаци датирају у време изван ере песника Сер Гавејна. Стога је приписивање ауторства Џону Месију и даље контроверзно и већина критичара сматра да је прави песник непознат.

## Форма стиха
Песма је у целости написана у форми алитеративног стиха типичног за 14. век, који лингвисти називају „алитеративним препородом”. Уместо да се фокусира на метричко бројање слогова и риму, алитеративни облик овог периода обично се ослањао на слагање пара наглашених слогова на почетку стиха и другог пара на крају. Сваки стих увек укључује паузу, познату као цезура, у неком тренутку након прва два акцента, која га дели на два полустиха. Иако је следио форму свог времена, песник је био конвенционално слободнији од својих претходника. Строфе без риме завршавају се римованим алитеративним катреном чији сваки стих има три акцентована слога, а који се на енглеском назива „точак” (енгл. wheel). Крај стиха који претходи точку издвојен је у засебан ред као кратак везник, то јест „калем” (енгл. bob) са једним наглашеним слогом, и римује се са другим и четвртим стихом точка. Калем и точак резимирају или коментаришу оно што је описано у строфи.
| Оригинални текст |  | Превод на савремени енглески |  | Превод на српски |
| --- |  | --- |  | --- |
| (bob) with tonge, (wheel) As hit is stad and stoken In stori stif and strоnge, With lel letteres loken, In londe so ha ben lоnge. |  | (bob) it told, (wheel) as it is fixed and fettered in story brave and bold thus linked and truly lettered, as was loved in this land of old. |  | (калем) веле, (точак) прича у памћењу иста ко речи срочене смеле, све сачувано и записано заиста, как одвећ овдена желе. |

## Сличне приче
Најранија позната прича која садржи игру обезглављивања је прича Брикренова гозба на средњеирском језику из 8. века. Ова прича је паралелна са Сер Гавејном у томе што се, попут Зеленог витеза, Кухулинов противник спрема да зада три ударца секиром пре него што пусти супарника да оде неповређен. Међусобно обезглављивање се такође појављује у Карадоковом животу из касног 12. века, средњефранцуском наративу укљученом у анонимни Први наставак Персевала Кретјена де Троа. Значајна разлика у овој причи је у томе што је Карадоков изазивач његов прерушени отац, који је дошао да тестира његову част. Ланселоту је дат изазов одсецања главе у Перлесваусу из раног 13. века, у којем га витез моли да му одсече главу или да своју доведе у опасност. Ланселот је невољно одсеца, пристајући да за годину дана дође на исто место како би своју главу изложио истој опасности. Када Ланселот стигне, људи из града славе и објављују да су коначно пронашли правог витеза, јер су многи други пали на овом тесту витештва.
Приче Девојка са мазгом (алтернативно назване Мазга без узде) и Унбо приказују Гавејна приликом игре обезглављивања. У Унбоу, Гавејн одсеца човеку главу и, пре него што успе да је замени, скида магични огртач који човека одржава у животу и тако га убија. Неколико прича говори о витезовима који се боре да се одупру завођењу жена које су њихови господари послали у виду теста; ове приче укључују Идер, Ланселот-Грал, Унбо и Витеза са мачем. Последње две специфично укључују Гавејна. Обично је заводница ћерка или жена господара коме витез дугује поштовање, а витез се испитује да ли ће остати чедан у тешким околностима.
У првом огранку средњовековне велшке збирке прича познате као Четири гране мабиногија, Пуил на годину дана замењује место са Арауном, господаром Ануна (загробног света). Упркос томе што се његов изглед променио да би тачно личио на Арауна, Пуил није имао сексуалне односе са Арауновом женом за то време, чиме је успостављено трајно пријатељство између њих двојице. Ова прича може, дакле, пружити позадину Гавејновим покушајима да се одупре жени Зеленог витеза; стога се прича о сер Гавејну и Зеленом витезу може посматрати као прича која комбинује елементе келтске игре обезглављивања и приче о искушењу. Поред тога, у обе приче пролази годину дана пре завршетка изазова или размене.
После писања Сер Гавејна и Зеленог витеза уследило је неколико сличних прича. Зелени витез (15–17. век) је препричавање скоро исте приче у рими. У њему је радња поједностављена, мотиви потпуније објашњени, а нека имена су промењена. Друга прича, Турчин и Говин (15. век), почиње тако што Турчин долази на Артуров двор и пита да ли има вољних да му изађу на мегдан. На крају ове песме Турчин, уместо да узврати Гавејну, тражи од витеза да му одсече главу, што Гавејн и чини. Турчин тада хвали Гавејна и обасипа га даровима. Карл од Карлајла (17. век) такође подсећа на Сер Гавејна у сцени у којој Карл, лорд, води сер Гавејна у одају у којој висе два мача и наређује Гавејну да му одсече главу или да му понуди своју. Гавејн прихвата и удара, али Карл устаје, смејући се и неповређен. За разлику од песме Сер Гавејн и Зелени витез, не очекује се да Гавејн претрпи повратни ударац.

## Теме

### Искушење
У срцу Сер Гавејна и Зеленог витеза је искушење Гавејновог придржавања витешког кодекса. Типична прича о искушењу из средњовековне књижевности представља низ невоља састављених као искушења или „доказивање” моралне врлине. Приче често описују неуспехе неколико појединаца након којих се главни лик тестира. Успех у искушењима често доноси имунитет или срећу. Гавејнова способност да прође искушења свог домаћина је од највеће важности за његов опстанак, иако он то не зна. Он може само случајно или „инстинктивно учтивошћу” да положи тест. Гавејн, међутим, не схвата да је све ове тестове оркестрирао лорд Бертилак. Поред витешког кодекса, Гавејн мора да поштује још један скуп закона који се тичу дворске љубави. Витешки кодекс части захтева од витеза да уради све што дама затражи. Гавејн мора да прихвати појас од госпе, али такође мора да одржи обећање које је дао свом домаћину да ће му дати све што добије тог дана. Гавејн одлучује да задржи појас из страха од смрти, чиме је прекршио обећање домаћину, али одајући почаст госпи. Сазнавши да је Зелени витез заправо његов домаћин (Бертилак), схвата да иако је завршио своју потрагу, није успео да буде честит. Овај тест показује сукоб између части и витешких дужности. Кршећи обећање, Гавејн верује да је изгубио част и да није извршио своје дужности.

### Лов и завођење
Проучаваоци често примећују паралеле између три сцене лова и три сцене завођења у песми. Генерално се слажу да лов на лисице има значајне паралеле са трећом сценом завођења, у којој Гавејн прихвата појас од Бертилакове жене. Гавејн се, као и лисица, плаши за свој живот и тражи начин да избегне смрт од секире Зеленог витеза. Као и животиња, он прибегава триковима да би сачувао сопствену кожу. Лисица користи тактику толико различиту од прве две животиње, и тако неочекивано, да је Бертилаку најтеже да њу улови. Слично, Гавејн сматра да је начин завођења у трећој сцени најнепредвидљивији и најизазовнији у поређењу са претходна два. Она мења свој двосмислени језик, типичан за дворске љубавне односе, у поузданији тон. Њена хаљина, скромна у ранијим сценама, одједном постаје сладострасна и откривајућа.
Сцене лова на јелена и вепра су мање јасно повезане, иако су стручњаци покушали да повежу сваку животињу са Гавејновим реакцијама у паралелној сцени завођења. Покушаји да се повеже лов на јелена са првом сценом завођења открили су неколико паралела. Ловови на јелене тог времена, попут удварања, морали су да се обављају по утврђеним правилима. Жене су често фаворизовале удвараче који су добро ловили и гулили кожу са својих животиња, понекад су их чак и гледали док би чистили јелена. Сцена која описује лов на јелена је неспецифична и ненасилна, са призвуком опуштености и усхићења. Прва сцена завођења следи на сличан начин, без очигледног физичког напредовања и без видљиве опасности; цела размена је духовито приказана.
Сцена лова на вепра је, насупрот томе, оптерећена детаљима. Вепрове је било (и још увек јесте) много теже уловити од јелена; приближити се једном само са мачем било је слично изазивању витеза у појединачној борби. У сцени лова, вепар бежи, али је сатеран у ћошак испред јаруге. Окреће се ка Бертилаку леђима окренут јаруги, спреман за борбу. Бертилак сјаше и у борби која је уследила убија вепра. Скида му главу и набија је на копље. У сцени завођења, Бертилакова жена је, као и вепар, слободнија, инсистирајући да Гавејн има репутацију љубавника и да не сме да је разочара. Гавејн, међутим, успева да парира њеним нападима, говорећи да она сигурно зна више о љубави од њега. И лов на вепра и сцена завођења могу се посматрати као прикази моралне победе: и Гавејн и Бертилак се суочавају са борбама сами и излазе тријумфално. Маскулинитет је такође био повезан са ловом; тема мушкости је присутна целим делом. У чланку Верна Л. Булоа, „Бити мушкарац у средњем веку”, он говори о сер Гавејну и о томе како се нормално на маскулинитет често гледа у смислу активног сексуалног живота. Он напомиње да сер Гавејн није део ове нормалности.

### Природа и витештво
Неки тврде да природа представља хаотичан, безакони поредак који је у директној конфронтацији са друштвом Камелота у Сер Гавејну и Зеленом витезу. Зелени коњ и јахач који упадају у Артурову мирну дворану су савршене приказе поремећаја природе. Природа је у целој песми представљена као груба и равнодушна, непрестано угрожавајући поредак људи и дворски живот. Природа упада и нарушава ред у главним догађајима наратива, како симболички, тако и кроз унутрашњу природу човечанства. Овај елемент се прво појављује уз поремећај који је проузроковао Зелени витез, касније када Гавејн мора да се избори са својом природном пожудом за Бертилаковом женом, и поново када Гавејн прекрши свој завет Бертилаку бирајући да задржи зелени појас, вреднујући опстанак изнад врлине. Представљена грехом умрљаним појасом, природа је основна сила, заувек у човеку и која га држи несавршеним (у витешком смислу). У овом погледу, Гавејн је део ширег сукоба између природе и витештва, испитивање способности човековог поретка да превазиђе хаос природе.
Неколико критичара дало је управо супротно тумачење, читајући песму као комичну критику хришћанства тог времена, посебно оличеног у хришћанском витештву Артуровог двора. У својој ревности да истреби све трагове паганства, хришћанство се одвојило од извора живота у природи и свега женског. Зелени појас представља све недостатке пентаграма. Артуријански подухват је осуђен на пропаст уколико не може признати недостижност идеала Округлог стола, и, зарад реализма и целовитости, препознаје и инкорпорира паганске вредности које представља Зелени витез.
Витештво које је представљено у песми је оно које је конструисало дворско племство. Насиљу, које није непознато овом витештву, у великој је супротности чињеница да је двор краља Артура хришћански, а почетни догађај обезглављивања одвија се током прославе Божића. Чини се да је насиље обезглављивања контраинтуитивно у односу на витешке и хришћанске идеале, а ипак се на њега гледа као на део витештва.
Питање учтивости и витештва је главна тема током Гавејнових интеракција са Бертилаковом женом. Он не може прихватити њено завођење или ће у супротном изгубити своју част, а ипак не може потпуно да је одбије и ризикује да узнемири своју домаћицу. Гавејн игра веома опрезно и једини део где се чини да није успео је када сакрије зелени појас од Бертилака.

### Игре
Реч gomen (игра) наводи се 18 пута у песми. Њена сличност са речју gome (човек), која се појављује 21 пут, навела је неке проучаваоце да виде мушкарце и игре као централно повезане. Игре су се у то време сматрале тестом достојности, као када Зелени витез оспорава право двора на његово добро име у „божићној игри”. „Игра” размене поклона била је уобичајена у германским културама. Ако је човек примио поклон, био је дужан да дародавцу да бољи или ризикује да изгуби част, скоро као размена удараца у борби (или у „игри обезглављивања”). Песма се врти око две игре: размене обезглављивања и размене добитака. Ово се испрва чини неповезаним. Међутим, победа у првој игри ће довести до победе у другој. Елементи обе игре појављују се у другим причама; међутим, веза исхода је јединствена за Сер Гавејна.

### Времена и годишња доба
Стручњаци често издвајају времена, датуме, годишња доба и циклусе унутар песме због њихове симболичке природе. Прича почиње у новогодишњој ноћи обезглављивањем и кулминира годину дана касније, следећег дана Нове године. Гавејн напушта Камелот на дан Свих светих и стиже у Бертилаков замак на Бадње вече. Штавише, Зелени витез каже Гавејну да се састане са њим у Зеленој капели за „годину и један дан” — другим речима, следећег дана Нове године. Неки тумаче годишње циклусе, од којих сваки почиње и завршава се зимом, као песников покушај да дочара неизбежни пад свега доброг и племенитог на свету. Таква тема је појачана сликом Троје, моћног града који се некада сматрао непобедивим, а који је, према Енеиди, пао у руке Грка због гордости и незнања његових житеља. Веза са Тројом показује се у два скоро идентична описа уништења Троје. Први стих песме гласи: „Од када су опсада и јуриш престали код Троје”, а завршни стих (пре калема и точка) је: „Након што су опсада и јуриш престали код Троје”.

## Симболизам

### Зелени витез
Проучаваоци су полемисали око симболике Зеленог витеза још од открића песме. Британски медијавелиста К. С. Луис изјавио је да је тај лик „живописан и конкретан као било која слика у књижевности”, а Џ. Р. Р. Толкин је рекао да је он „најтежи лик” за тумачење у Сер Гавејну. Његова главна улога у артуријанској књижевности је улога судије и испитивача витезова, тако да је истовремено застрашујући, пријатељски настројен и мистериозан. Појављује се у само две друге песме: Зелени витез и Краљ Артур и краљ Корнвол. Стручњаци су покушали да га повежу са другим митским ликовима, као што је Џек у зеленом енглеске традиције, као и са Ал-Хидром, али још увек није успостављена коначна веза.
Он представља мешавину две традиционалне фигуре у романсама и другим средњовековним наративима: „литерарног зеленог човека” и „литерарног дивљег човека”. Зелени витез изазива Гавејна да се уздигне до идеала части и верских пракси. Његово име, Зелени витез, показује његову супротност природи: зелена боја представља силе природе, а реч „витез” га повезује са друштвом и цивилизацијом. Док Зелени витез представља примитивну и нецивилизовану страну човекове природе, он се такође супротставља природи. Опис Зеленог витеза, који дели са својим зеленим коњем, показује централну идеју потенцијала људске природе.

### Зелена боја
С обзиром на разнолика, па чак и контрадикторна тумачења зелене боје, њено прецизно значење у песми остаје двосмислено. У енглеском фолклору и књижевности, зелена се традиционално користила да симболизује природу и атрибуте повезане са њом: плодност и поновно рођење. Приче из средњовековног периода су је такође користиле да алудирају на љубав и основне људске жеље. Због своје везе са вилама и духовима у раном енглеском фолклору, зелена је такође означавала вештичарство, ђаволство и зло. Такође може представљати пропадање и отровност. Када се комбинује са златном, као у случају Зеленог витеза и појаса, зелена је често виђена као симбол проласка младости. У келтској митологији, зелена је била повезана са несрећом и смрћу, па се стога избегавала њена употреба у одећи. Зелени појас, првобитно ношен за заштиту, постао је симбол стида и кукавичлука; коначно је усвојен као симбол части од стране витезова Камелота, означавајући трансформацију из добра у зло и назад; ово приказује и кварне и регенеративне конотације зелене боје.
Постоји могућност, као што је Алис Бјукенан тврдила, да је зелена боја погрешно приписана Зеленом витезу због песниковог нетачног превода или погрешног разумевања ирске речи glas, која може да значи или сиво или зелено, или идентичне речи glas на корнишком. Glas је коришћен за означавање низа боја: светлоплаве, сиве и зелене боје мора и траве.
У Смрти Куроија (једна од ирских прича из Брикренове гозбе), Курои замењује Бертилака и често га називају „човеком сивог плашта”. Иако су речи које се обично користе за сиво у поменутој причи lachtna или odar, које отприлике значе „млечне боје” и „сеновито”, у каснијим делима у којима се појављује Зелени витез, реч glas је коришћена, и можда је била основа неспоразума.

### Појас
Симболично значење појаса у Сер Гавејну и Зеленом витезу тумачено је на различите начине. Тумачења се крећу од сексуалних до духовних. Они који се залажу за сексуални закључак виде појас као „трофеј”. Није сасвим јасно да ли је „победник” сер Гавејн или госпа, Бертилакова жена. Госпа даје појас Гавејну да га чува када се суочи са Зеленим витезом. Када се Бертилак врати кући из лова, Гавејн не открива појас свом домаћину; уместо тога, он га крије. Ово уводи духовно тумачење, да је Гавејново прихватање појаса знак његове пољуљане вере у Бога, барем пред лицем смрти. За неке је Зелени витез Христос који побеђује смрт, док је Гавејн сваки хришћанин, који у својим борбама да верно следи Христа бира лакши пут. У Сер Гавејну, лакши избор је појас, који нуди оно што Гавејн највише жели. Вера у Бога, алтернативно, захтева нечије прихватање да се оно што највише жели не поклапа увек са оним што је Бог испланирао. Вероватно је најбоље посматрати појас не као или-или ситуацију, већ као сложен, вишеструки симбол који тестира Гавејна на много начина. Док Гавејн може да се одупре сексуалном завођењу Бертилакове жене, он није у стању да се одупре моћи појаса. Гавејн поступа по витешким законима који, очигледно, имају правила која могу да противрече једно другом. У овој причи, Гавејн се налази разапет између тога да уради оно што госпа тражи (прихвата појас) и да одржи обећање (врати све што му је дато док је домаћин одсутан).

### Пентаграм
Песма садржи прву забележену употребу речи pentangle (пентаграм) у енглеском језику. Садржи једини приказ таквог симбола на Гавејновом штиту у гавејновској литератури. Штавише, песник користи укупно 46 стихова да би описао значење пентаграма; ниједном другом симболу у песми није посвећено толико пажње, нити је тако детаљно описан. Песма описује пентаграм као симбол верности и бескрајни чвор. Од 640. до 654. стиха, пет кракова пентаграма директно се односе на Гавејна на пет начина: пет чула, његових пет прстију, његову веру у пет Христових рана, пет Маријиних радости (чије се лице налазило на унутрашњој страни штита) и коначно пријатељство, братство, чистоту, учтивост и сажаљење (Гавејнове особине према другима). У 625. стиху, описан је као знак који је поставио Соломон. За Соломона, трећег краља Израела, из 10. века пре нове ере, речено је да је на свом прстену имао ознаку пентаграма, који је добио од арханђела Михаила. За пентаграмски печат на овом прстену је речено да је давао Соломону моћ над демонима.
У том смислу, неки академици повезују Гавејнов пентаграм са магијским традицијама. У Немачкој је симбол назван Drudenfuß (стопало духа ноћне море) и стављан је на кућевне предмете да би се одбило зло. Симбол је такође био повезан са магичним чинима које би, ако би се рецитовале или исписале на оружју, дозвале магичне силе. Међутим, конкретни докази који везују магични пентаграм за Гавејнов пентаграм су ретки.
Гавејнов пентаграм такође симболизује „феномен физички бескрајних објеката који означавају временски бесконачан квалитет.” Многи песници користе симбол круга да покажу бесконачност, али песник Сер Гавејна је инсистирао на употреби нечег сложенијег. У средњовековној теорији бројева, број пет се сматра „кружним бројем”, пошто се „репродукује у својој последњој цифри када се подигне на степен”. Штавише, геометријски се реплицира; односно сваки пентаграм има мањи петоугао који омогућава да се у њега угради други пентаграм и овај „процес се може понављати заувек са мањим пентаграмима”. Дакле, репродукцијом броја пет, који је у средњовековној симболици бројева означавао неподмитљивост, Гавејнов пентаграм представља његову вечну неисквареност.

### Госпин прстен
Гавејново одбијање госпиног прстена има велике импликације на остатак приче. Док савремени проучавалац можда више пажње посвећује појасу као еминентном предмету који је она понудила, читаоци у Гавејново време би приметили значај понуде прстена јер су веровали да су прстенови, а посебно уграђени драгуљи, имали талисманске способности које је аутор на сличан начин описао у Бисерки. Ово се нарочито односи на госпин прстен, за кога стручњаци верују да је рубин или гранат, пошто је описан као „огњено сунце”. Ова црвена боја може се посматрати као симбол краљевства, божанства и Христове муке, нешто чему би Гавејн као витез Округлог стола тежио, али би ова боја могла да представља и негативне особине искушења и похлепе. Имајући у виду важност магичног прстења у артуријанским легендама, веровало се да овај изузетан прстен штити носиоца од повреда баш као што госпа тврди за свој појас.

### Бројеви
Песник истиче симболику бројева да би песми додао симетрију и значење. На пример, Гавејн и Бертилакова жена размењују три пољупца; Гавејна она искушава три одвојена дана; Бертилак три пута иде у лов, а Зелени витез три пута секиром замахује на Гавејна. Број два се такође појављује више пута, као у две сцене обезглављивања, две сцене признања и два замка. Пет кракова пентаграма, додаје песник, представљају Гавејнове врлине. Аутор даље набраја начине на које је Гавејн честит: свих пет његових чула су без грешке; пет прстију га никада не изневере, и увек се сећа пет Христових рана, као и пет радости Богородице. Пета петица је сам Гавејн, који оличава пет моралних врлина витешког кодекса: „пријатељство, великодушност, чедност, љубазност и побожност”. Све ове врлине налазе се, како песник каже, у бесконачном чвору пентаграма, који повезује у бескрај и никада се не прекида. Овај интимни однос између симбола и вере омогућава ригорозно алегоријско тумачење, посебно у физичкој улози коју штит игра у Гавејновој потрази. Тако песник чини Гавејна оличењем савршенства у витештву кроз симболизам бројева.
Број пет се налази и у структури саме песме. Сер Гавејн има 101 строфу, традиционално организовану у четири „целине” од 21, 24, 34 и 22 строфе. Ове поделе су, међутим, остале спорне; стручњаци су почели да верују да су они дело писара, а не песника. Преживели рукопис садржи низ великих слова које је накнадно додао други писар, а неки проучаваоци тврде да су ови додаци били покушај да се обнове оригиналне поделе. Ова слова деле рукопис на девет делова. Први и последњи део имају 22 строфе. Други и претпоследњи део имају само једну строфу, а средњих пет делова једанаест строфа. Број једанаест је повезан са преступом у другим делима средњовековне књижевности (за један више од десет, броја повезаног са десет Божјих заповести). Дакле, овај сет од пет једанаестица (55 строфа) ствара савршену мешавину преступа и неискварености, сугеришући да је Гавејн беспрекоран у својим грешкама.

### Ране
На врхунцу приче, Зелени витез секиром оставља Гавејну површинску рану. Током средњовековног периода, веровало се да су тело и душа тако блиско повезани да су се ране сматрале спољашњим знаком унутрашњег греха. Конкретно, веровало се да је врат у корелацији са делом душе који је повезан са вољом, повезујући део за размишљање (главу) и део за храброст (срце). Гавејнов грех је био исход воље да одабере расуђивање пре храбрости. Прихватајући појас од госпе, он користи разум да учини нешто неодважно − избегне смрт на непоштен начин. Гавејнова рана је стога спољашњи знак унутрашње ране. Серија тестова Зеленог витеза показује Гавејну слабост која је била у њему све време: жељу да своју вољу поносно користи за личну корист, уместо да своју вољу у понизности подреди Богу. Зелени витез такође открива моралну слабост поноса у целом Камелоту, а самим тим и целом човечанству. Међутим, Христове ране, за које се верује да нуде исцељење рањеним душама и телима, помињу се у целој песми у нади да ће овај грех гордог „укоченог врата” бити излечен међу палим смртницима.

## Тумачења

### Песма као средњовековна романса
Многи критичари тврде да песму Сер Гавејн и Зелени витез треба посматрати као романсу. Средњовековне романсе обично приповедају о чудесним авантурама херојског витеза, често надљудских способности, који се придржава строгих витешких кодекса части и понашања, упушта се у потрагу и побеђује чудовишта, чиме осваја наклоност неке даме. Дакле, средњовековне романсе се не фокусирају на љубав и осећања (што израз „романса” данас подразумева), већ на авантуру.
Гавејнова функција је, како каже проучавалац средњег века Алан Маркман, „функција хероја романсе... да стоји као првак људског рода, и подвргавајући се чудним и тешким искушењима, да демонстрира људске способности за добро или зло.” Кроз Гавејнову авантуру постаје јасно да је он само човек. Читалац се везује за овај људски аспект усред романтизма песме, који се односи на Гавејнову људскост уз поштовање његових витешких особина. Гавејн „нам показује шта је морално владање. Вероватно се нећемо изједначити са његовим понашањем, али му се дивимо што нам је указао пут.”
Гледајући на песму као на средњовековну романсу, многи стручњаци је виде као преплитање витешких и дворских љубавних закона под енглеским Редом Подвезице. Мало измењена верзија гесла овог реда, „Honi soit qui mal y pense”, или „Нека се стиди ко нешто лоше помисли”, додата је, другом руком, на крају песме. Неки критичари описују Гавејнове саборце који носе сопствене појасеве као повезане са пореклом Ордена Подвезице. Међутим, у паралелној песми Зелени витез, чипка је бела, а не зелена, и сматра се пореклом крагне коју су носили Витезови Бата, а не Реда Подвезице. Ипак, могућа веза са овим редом није изван домена могућности.

### Хришћанска тумачења
Песма је на много начина дубоко хришћанска, са честим позивањима на пад човека и на Исуса Христа. Проучаваоци су расправљали о дубини хришћанских елемената у песми посматрајући је у контексту доба у којем је написана, долазећи до различитих ставова о томе шта представља хришћански елемент песме, а шта не. На пример, неки критичари упоређују Сер Гавејна са друге три песме истог рукописа. Свака од њих има изразито хришћанску тему, због чега стручњаци слично тумаче Сер Гавејна. Поредећи је са песмом Чистота, на пример, виде је као причу о апокалиптичном паду цивилизације, у овом случају Камелота. У овој интерпретацији, Гавејн је попут Ноја, одвојен од свог друштва и упозорен од стране Зеленог витеза (који се сматра Божјим представником) на надолазећу пропаст Камелота. Гавејн, који је приликом искушења оцењен као достојан, поштеђен је пропасти остатка Камелота. Краљ Артур и његови витезови, међутим, погрешно схватају Гавејново искуство и сами носе подвезице. У Чистоти су људи који су спашени на сличан начин беспомоћни да упозоре своје друштво на предстојеће уништење.
Једна од кључних тачака наглашених у овом тумачењу је да је спасење индивидуално искуство које је тешко пренети странцима. У свом приказу Камелота, песник открива бригу за своје друштво, чији ће неизбежни пад донети коначно уништење које је Бог намеравао. Сер Гавејн је написан у време црне смрти и Сељачког устанка Вота Тајлера, догађаја који су убедили многе људе да се њихов свет ближи апокалиптичном крају, и ово веровање се одразило на књижевност и културу тог времена. Међутим, други критичари виде проблеме у овом ставу, пошто се на крају открива да је Зелени витез био под контролом Моргане ле Феј, која је често виђена као фигура зла у причама о Камелоту. Ово чини присуство витеза као Божјег представника проблематичним.
Иако се лик Зеленог витеза обично не посматра као представник Христа у Сер Гавејну и Зеленом витезу, критичари признају ову паралелу. Лоренс Бесерман, специјалиста за средњовековну књижевност, објашњава да „Зелени витез није фигуративни представник Христа. Али идеја о Христовој божанској/људској природи пружа средњовековни концептуални оквир који подржава песников озбиљан/комични приказ натприродних/људских квалитета и поступака Зеленог витеза”. Ова двојност илуструје утицај и важност хришћанских учења и погледа на Христа у ери писања песме.
Штавише, критичари примећују хришћанско помињање Христовог венца од трња у закључку Сер Гавејна и Зеленог витеза. Након што се Гавејн вратио у Камелот и испричао своју причу о новостеченом зеленом појасу, песма се завршава кратком молитвом и позивањем на „Бога овенчаног трњем”. Бесерман теорише да „овим последњим речима песник преусмерава нашу пажњу са појаса (Гавејновог понижења претвореног у тријумф) на круну од трња (Христовог понижења претвореног у тријумф).”
Током целе песме, Гавејн се сусреће са бројним искушењима која тестирају његову оданост и веру у хришћанство. Када Гавејн крене на пут да пронађе Зелену капелу, налази се изгубљен, и тек након молитве Девици Марији проналази пут. Док наставља своје путовање, Гавејн се поново суочава са муком због свог неизбежног сусрета са Зеленим витезом. Уместо да се моли Богородици, као раније, Гавејн полаже веру у појас који му је дала Бертилакова жена. Из хришћанске перспективе, ово доводи до катастрофалних и срамотних последица по Гавејна јер је приморан да преиспита своју веру када Зелени витез укаже на његову издају. Друго тумачење види дело у смислу савршенства врлине, при чему пентаграм представља морално савршенство повезаних врлина, Зеленог витеза као Христ који показује савршену снагу, а Гавејна као благо несавршеног у чврстоћи због тога што се трзнуо под претњом смрти.
Такође се прави аналогија између Гавејновог искушења и библијског теста са којим се Адам сусреће у Рајском врту. Адам подлеже Еви баш као што се Гавејн предаје Бертилаковој жени прихватајући појас. Иако Гавејн прави грешку полажући своју веру у појас и не исповедајући се када је ухваћен, Зелени витез га помилује, дозвољавајући му тако да постане бољи хришћанин учећи на својим грешкама. Кроз разне игре и тешкоће које је прошао, Гавејн проналази своје место у хришћанском свету.

### Феминистичке интерпретације
Феминистички књижевни критичари виде песму као приказ коначне моћи жена над мушкарцима. Моргана ле Феј и Бертилакова жена, на пример, најмоћнији су ликови у песми − посебно Моргана, јер почиње игру бацајући чаролију на Зеленог витеза. Појас и Гавејнов ожиљак могу се посматрати као симболи женске моћи, а сваки од њих умањује Гавејнову мушкост. Гавејнов мизогинистички одломак, у којем за све своје невоље окривљује жене и наводи многе мушкарце који су постали плен женских лукавстава, даље подржава феминистички поглед на крајњу женску моћ у песми.
Насупрот томе, други тврде да се песма углавном фокусира на мишљења, поступке и способности мушкараца. На пример, на површини се чини да је Бертилакова жена снажан главни лик. Усвајањем мушке улоге, чини се да је оснажена особа, посебно у сцени у спаваони. Међутим, то није сасвим случај. Док је госпа самопоуздана и отворена, Гавејнова осећања и емоције су у фокусу приче, а Гавејн ће добити или изгубити највише. Госпа такорећи „прави први потез”, али Гавејн одлучује како ће се изборити са тим поступцима. Он, дакле, има моћ над ситуацијом, па чак и над односом.
У сцени у спаваони, и негативне и позитивне акције госпе су мотивисане њеном жељом. Њена осећања доводе до тога да искорачи из типичне женске улоге у мушку, чиме постаје више оснажена. У исто време, ти исти поступци чине да госпа делује прељубничко; неки проучаваоци је упоређују са Евом у Библији. Убеђивањем Гавејна да узме њен појас, тј. јабуку, пакт склопљен са Бертилаком — а самим тим и Зеленим витезом — је прекинут. На основу тога, Гавејн себе, у ономе што се касније често назива „антифеминистичком дијатрибом”, приказује као „заведеног доброг човека”.

### Постколонијалне интерпретације
Од 1350. до 1400. године — периода у којем се сматра да је песма написана — Енглези су неколико пута нападали Велс у покушају да колонизују ту земљу. Аутор песме се служи дијалектом северозападног Мидландса који је уобичајен на велшко-енглеској граници, што га потенцијално ставља у средиште овог сукоба. Патриша Клер Ингам је заслужна за прво посматрање песме кроз перспективу постколонијализма, и од тада је настао велики спор око тога у којој мери колонијалне разлике играју улогу у песми. Већина критичара се слаже да род игра улогу у песми, али им се мишљења разликују око тога да ли род подржава колонијалне идеале или их замењује међусобном интеракцијом енглеске и велшке културе.
Велика дебата води се и око бикултуралног политичког пејзажа тог времена. Неки тврде да је Бертилак пример хибридне англо-велшке културе каква се може наћи на велшко-енглеској граници. Они стога сматрају песму одразом хибридне културе која поставља јаке културе једну наспрам друге како би створила нови сет културних правила и традиција. Други стручњаци, међутим, тврде да је историјски много велшке крви проливено у 14. веку, чинећи ситуацију далеком од пријатељске хибридизације коју је предложила Ингамова. Да би се додатно поткрепио овај аргумент, сугерише се да песма ствара сценарио „ми против њих” супротстављајући образоване цивилизоване Енглезе са нецивилизованим пограничним земљама које су дом Бертилака и других чудовишта са којима се Гавејн сусреће.
За разлику од ове перцепције колонијалних земаља, други тврде да је земља Хаутдесерт, Бертилакова територија, погрешно представљена или игнорисана у модерној критици. Они тврде да је то земља са сопственим моралним компасом, која игра централну улогу у причи. Бони Ландер, на пример, тврди да су становници Хаутдесерта „интелигентно неморални”, бирајући да следе одређена правила и одбаце друга, што је позиција која ствара „разлику… моралног увида у односу на моралну веру”. Ландер сматра да су погранични становници софистициранији јер не прихватају непромишљено витешке кодексе, већ их оспоравају у филозофском и — у случају Бертилаковог појављивања на Артуровом двору — дословном смислу. Ландеров аргумент о супериорности становника Хаутдесерта зависи од недостатка самосвести присутног у Камелоту, што доводи до непромишљеног становништва које се мршти на индивидуализам. Према овом мишљењу, чудовишта нису Бертилак и његови људи, већ Артур и његов двор.

### Гавејново путовање
Неколико проучавалаца је покушало да пронађе сличност у стварном свету за Гавејново путовање до Зелене капеле. У песми се помињу, на пример, острва Англси. Она данас постоје као једно острво уз обалу Велса. У 700. стиху, каже се да Гавејн пролази holy hede (Свету главу), за коју многи стручњаци верују да је или Холивел или цистерцитанска опатија Полтон у Пулфорду. Холивел је повезан са обезглављивањем Свете Винифреде. Како прича каже, Винифреда је била девица којој је локални вођа одрубио главу након што је одбила његове сексуалне подстицаје. Њен ујак, још један светац, вратио јој је главу на рамена и залечио рану, оставивши само бели ожиљак. Паралеле између ове приче и Гавејнове чине ову област могућим кандидатом за путовање.
Гавејнов пут води га директно у центар региона песниковог дијалекта, где се налазе кандидати за локације замка у Хаутдесерту и Зелене капеле. Сматра се да се Хаутдесерт налази у области Свитамли у северозападном Мидландсу, јер лежи у области дијалекта аутора и одговара топографским карактеристикама описаним у песми. Такође је познато да су у 14. веку у том подручју живеле све животиње које је Бертилак ловио (јелен, вепар, лисица). Сматра се да се Зелена капела налази или у Ладсчерчу или у Ветон Милу, јер се ове области у великој мери подударају са описима које је дао аутор. Ралф Елиот је лоцирао капелу „на две миље даље” од старог замка у парку Свитамли „при дну долине” на падини у огромној пукотини. Неколико њих је покушало да понови ову експедицију, а други као што је Мајкл В. Твоми су креирали виртуелни обилазак по Гавејновом путовању под називом „Путовања са сер Гавејном”, који укључује фотографије поменутих пејзажа и посебне погледе поменуте у тексту.

### Хомоеротске интерпретације
Према Ричарду Зејковицу, Зелени витез представља претњу хомосоцијалном пријатељству у његовом средњевековном свету. Зејковиц тврди да се наратор песме чини задивљен витезовом лепотом, хомоеротизирајући га у поетској форми. Привлачност Зеленог витеза доводи у питање хомосоцијална правила двора краља Артура и представља претњу њиховом начину живота. Такође наводи да се чини да Гавејн сматра Бертилака привлачним као што наратор сматра Зеленог витеза. Бертилак, међутим, следи хомосоцијални кодекс и развија пријатељство са Гавејном. Гавејново грљење и љубљење Бертилака у неколико сцена стога не представља хомосексуални већ хомосоцијални израз. Мушкарци тог времена су се често грлили и љубили, а то је било прихватљиво под витешким кодексом. Без обзира на то, Зејковиц тврди да Зелени витез брише границе између мушке хомосоцијалности и хомосексуалности, при чему је претпостављено знање о предмодерним уметничким приказима женске хомосоцијалности и хомосексуалности у великој мери сумњиво, што одражава потешкоће које су средњовековни писци понекад имали да раздвоје то двоје.
Керолин Диншо тврди да је песма можда била одговор на оптужбе да је енглески краљ Ричард II имао љубавника — покушај да се поново успостави идеја да је хетеросексуалност хришћанска норма. Отприлике у време када је песма написана, римокатоличка црква је почела да изражава забринутост због љубљења између мушкараца. Многе религиозне личности су покушавале да направе разлику између снажног поверења и пријатељства између мушкараца и хомосексуализма. Она тврди да се чини да је аутор песме истовремено био опчињен и одбијен хомосексуалном жељом. Према њој, аутор у својој другој песми, Чистота, указује на неколико тешких грехова, али троши дугачке пасусе описујући их до најситнијих детаља, а она види ову наводну „опсесију” као пренесену на Сер Гавејна у његовим описима Зеленог витеза.
Осим тога, Диншоова предлаже да се Гавејн може читати као женствена фигура. По њеном мишљењу, он је пасиван према завођењу Бертилакове жене, као и у његовим сусретима са самим Бертилаком, где игра улогу жене љубећи мушкарца. Међутим, иако песма има хомосексуалне елементе, песник је навео те елементе како би успоставио хетеросексуалност као нормалан начин живота у Гавејновом свету. Песма то чини тако што пољупце између госпе и Гавејна чини сексуалним по природи, а пољупце између Гавејна и Бертилака „неразумљивим” средњовековном читаоцу. Другим речима, песник приказује да пољупци између мушкарца и жене могу да доведу до секса, док се у хетеросексуалном свету пољупци између двојице мушкарца приказују као без такве могућности.